# Au Lac
Âu Lạc (kinesiska: 甌雒/甌駱) var ett kungarike och det anses vara det första som dagens Vietnam kan härledas till. Riket existerade mellan 258 f.Kr./257 f.Kr. till 207 f.Kr. och huvudstad var Cổ Loa, cirka 35 km norr om dagens Hanoi.
Riket skapades av Thục Phán, som var landets ende kung och styrde under titeln An Dương Vương. Han skapade Thục-dynastin genom att förena den bergiga Âu Việt-regionen (motsvarande dagens norra Vietnam och delar av södra Kina) med den söder därom liggande Lạc Việt-regionen (beläget vid Röda flodens delta i vad som idag är norra Vietnam). Kungariket erövrades av Qindynastins arméer ledda av Zhao Tuo och inlemmades i vad som senare skulle bli kungariket Nanyue.